# Socket 370
Le socket 370 est un support de microprocesseur prévu pour le Pentium III, le Celeron ainsi que le Cyrix. Ce socket succéda au slot 1. Il existe plusieurs versions de ce socket qui sont décrites ci-dessous.

## Chipsets supportant le Socket 370

### Intel
- Chipsets série i440/450

i440BX/EX/FX/GX/LX/MX/MX-100/ZX, i450GX/KX/NX
- Chipsets série i8XX

i810/E/E2/L, i815/E/EG/EP/G/P, i820E, i840

### VIA
- Appllo/Appllo Pro/Appllo Pro+
- PRO133/PRO133A/Pro133T/PM133/PN133/PN133T/PL133/PL133T/
PLE133/PLE133T
- Pro266/PM266/Pro266T/PM266T
- CLE266/CN400

### ALi
- Aladdin Pro/ProII/TNT2/Pro 4/Pro 5/Pro 5T

### ATi
- S1-370-TL

### OPTi
- Discovery

### SiS
- SiS 5600
- SiS 620, SiS 630/E/ET/S/ST, SiS 633/T, SiS 635/T

### ULi
- M1644T